# نشان لیاقت نظامی (ایران)
نشان نظامی لیاقت یکی از نشان های متعدد برای نشان دادن شایستگی در ایران بود.

## پیشینه، طراحی و ساخت
این نشان در سال ۱۳۱۶ خورشیدی توسط رضاشاه پهلوی ایجاد  و احتمالاً در فرانسه ساخته شد.
این نشان در دو نوع و سه درجه ساخته شده بود:

### نوع اول
این نشان با شمشیر و برگ خرما ویژه افسرانی بود که در ستادها و قسمت‌های صفی و مراکز آموزشی ارتش شاهنشاهی و ژاندارمری کل کشور خدمت می‌نمودند و در سه درجه ارائه می‌شد.

انواع درجه‌ها عبارت بودند از: 

نشان درجه یک لیاقت نظامی - نوع اول
نشان درجه دو لیاقت نظامی - نوع اول
نشان درجه سه لیاقت نظامی - نوع اول

### نوع دوم
این نشان عیناً به شکل نوع اول بوده با این تفاوت که بدون شمشیر است و افسرانی اعطا می‌گردید که در مشاغل غیرصفی و سرویس‌های پشتیبانی مانند پزشکی، دارایی و سررشته‌داری و مانند آن خدمت می‌کردند و در سه درجه ارائه می‌شد.

انواع درجه ها عبارت بودند از:

نشان درجه یک لیاقت نظامی - نوع دوم
نشان درجه دو لیاقت نظامی - نوع دوم
نشان درجه سه لیاقت نظامی - نوع دوم

با انقلاب ۱۳۵۷ ایران لغو  و نشان لیاقت و مدیریت جایگزین آن شد.  

## مدال لیاقت
در کنار نشان لیاقت، مدال لیاقت نیز وجود داشت که در مراسم خاص به واجدان شرایط اعطاء می‌گشت. این مدال نیز دارای سه درجه مختلف می‌باشد که عبارتند از:

بر روی این مدال، نشان لیاقت نظامی با همان ویژگی‌ها درج شده و بر پشت مدال نیز کلمه «لیاقت» با خط نستعلیق و در میان خوشه خرما قرار گرفته است. روبان این مدال بر خلاف نشان، دارای رنگی متفاوت بوده و بر روی روبان نیز شمشیری درج گردیده است.

مدال درجه یک لیاقت نظامی
مدال درجه دو لیاقت نظامی
مدال درجه سه لیاقت نظامی